# Top.HR Music Awards 2021.
Top.HR Music Awards 2021. je godišnja glazbena nagrada u Hrvatskoj koja će bila dodijeljena za glazbeni doprinos u 2020. godini.
Dodjela nagrada održala se 5. veljače 2021. godine u pandemijskim uvjetima u zagrebačkim studijima emisije RTL Danas i studiju Jadran Filma. Snimka dodjele bila je prikazana dva dana kasnije, 7. veljače 2021. godine u popodnevnom terminu na RTL Televiziji.
Nagrada Top.HR Music Awards 2021. godine dodjeljivala se u devet kategorija, a u odnosu na prethodnu godinu nije se dodjeljivala nagrada za Koncertnu turneju godine.

## Nominirani i dobitnici[4]

### Nagrada za pjesmu godine
| Nominirani               | Pjesma                  |
| ------------------------ | ----------------------- |
| Vatra                    | Sva naša ljeta          |
| Massimo                  | Mali krug velikih ljudi |
| Pavel feat. Tedi Spalato | Ne daj na nas           |

### Nagrada za muškog izvođača godine
| Nominirani    |
| ------------- |
| Marko Kutlić  |
| Jure Brkljača |
| Damir Kedžo   |

### Nagrada za žensku izvođačicu godine
| Nominirane     |
| -------------- |
| Vanna          |
| Nina Badrić    |
| Franka Batelić |

### Nagrada za grupu godine
| Nominirani   |
| ------------ |
| Vatra        |
| Pravila igre |
| Pavel        |

### Nagrada za novog izvođača godine
| Nominirane             |
| ---------------------- |
| Mia Negovetić          |
| Nika Turković          |
| Meri Andraković - Mery |

### Nagrada za najprodavaniji domaći album
| Nominirani     | Album          |
| -------------- | -------------- |
| Angel's Breath | Angel's Breath |
| Mia Dimšić     | Sretan put     |
| Time           | Time           |

### Nagrada za najprodavaniji strani album
| Nominirani   | Album                |
| ------------ | -------------------- |
| Dua Lipa     | Future Nostalgia     |
| Bob Dylan    | Rough and Rowdy Ways |
| Harry Styles | Fine Line            |

### Deezersingl godine
| Nominirani              | Album            |
| ----------------------- | ---------------- |
| Željko Bebek            | 100 sam dana pio |
| Vojko V feat. Z++       | Obama            |
| Marko Perković Thompson | Ne boj se        |

### Deezerizvođač godine
| Nominirani  |
| ----------- |
| Dino Merlin |
| n/n         |
| n/n         |